# Старая Варваринка
Старая Варваринка  — село в Лениногорском районе Татарстана. Входит в состав Урмышлинского сельского поселения.

## География
Находится в южной части Татарстана на расстоянии приблизительно 37 км на северо-запад по прямой от районного центра города Лениногорск.

## История
Основано в 1830 году переселенцами из деревни Арбищево Пензенской губернии.

## Население
Постоянных жителей было: в 1859 году — 244, в 1883—357, в 1889—430, в 1900—483, в 1910—571, в 1920—689, в 1926—840, в 1938—627, в 1949—412, в 1958—413, в 1970—237, в 1979—100, в 1989 — 18, в 2002 году 3 (русские 100 %), в 2010 году 5.